# Shady Cove
Shady Cove az Amerikai Egyesült Államok északnyugati részén, Oregon állam Josephine megyéjében, az Oregon Route 62 mentén elhelyezkedő város. A 2020. évi népszámláláskor 3081 lakosa volt.

## Története
Az egykori Etna település Eagle Point és Trail között feküdt. Shady Cove 1973-ban kapott városi rangot.
Az első telepesek az 1870-es években érkeztek Trailből. Az 1939. szeptember 12-én megnyílt posta első vezetője Lillian Hukill volt. A település nevének eredete vitatott: egyesek szerint korábban létezett itt egy The Cove nevű helység, azonban Barbara Hegne történész szerint a név egy medfordi üzletemberek által üzemeltetett kérdéses hátterű klubra utal.
A Rogue folyó első hídja 1921-ben épült, de az 1964-es áradás elmosta; a megszokottnál magasabb mennyiségű csapadékot meleg vihar követte. Egy helyi lakos szerint a híd összeomlását a pillér alá szorult fák okozták: a hét órán át gyűlő famennyiséget a hídszerkezet végül nem bírta. A helység két másik hídja is megrongálódott, és az ideiglenes átkelő három hónappal későbbi megépültéig az idejutás problémás volt. Az iskolában menedékhelyet rendeztek be. A jövőbeli események megelőzésére 1977-ben gát épült.

## Népesség
| Lakosok száma | 1097 | 1351 | 2307 | 2904 | 3081 |
|               | 1980 | 1990 | 2000 | 2010 | 2020 |

## Gazdaság
Kezdetben jelentős volt a faipar, azonban a település feldolgozója az 1964-es áradáskor megsemmisült, és nem építették újjá. Az 1980-as évektől a fő iparág a Rogue folyóra épülő turizmus (például horgászat és evezés).

## Közszolgáltatások
A városvezetés a polgármester mellett négy képviselőből áll, emellett egy 2007-es szövetségi döntés értelmében ártérkezelőt is alkalmaznak. Az 1956-ban alapított tűzoltóság hatóköre 88 négyzetkilométer; évente körülbelül ezer esethez vonulnak ki. A kirendeltségnek három parancsnoka, négy tűzoltója és húsz önkéntese van.
Miután 2007-ben elbukott az ingatlanadó kivetéséről szóló javaslat, a könyvtárat privatizálták. A közösségi házat önkéntesek tartják fenn. A városnak két parkja van.
Az általános iskola fenntartója az Eagle Point-i Tankerület.

## Fordítás
- Ez a szócikk részben vagy egészben  a   Shady Cove, Oregon című angol Wikipédia-szócikk ezen változatának fordításán alapul.  Az eredeti cikk szerkesztőit annak laptörténete sorolja fel. Ez a jelzés csupán a megfogalmazás eredetét és a szerzői jogokat jelzi, nem szolgál a cikkben szereplő információk forrásmegjelöléseként.